# تل سياه (دشت روم)
تل سیاه (بالفارسية: تل سیاه) هي قرية تقع في إيران في قسم دشت روم الريفي. يقدر عدد سكانها بـ 25 نسمة بحسب إحصاء 2016.